# Thladiantha davidii
Thladiantha davidii är en gurkväxtart som beskrevs av Adrien René Franchet. Thladiantha davidii ingår i släktet berggurkor, och familjen gurkväxter. Inga underarter finns listade i Catalogue of Life.